# Uromyces snowdeniae
Uromyces snowdeniae ist eine Ständerpilzart aus der Ordnung der Rostpilze (Pucciniales). Der Pilz ist ein Endoparasit der Süßgrasgattung Snowdenia. Symptome des Befalls durch die Art sind Rostflecken und Pusteln auf den Blattoberflächen der Wirtspflanzen. Sie kommt im östlichen Afrika vor.

## Merkmale

### Makroskopische Merkmale
Uromyces snowdeniae ist mit bloßem Auge nur anhand der auf der Oberfläche des Wirtes hervortretenden Sporenlager zu erkennen. Sie wachsen in Nestern, die als gelbliche bis braune Flecken und Pusteln auf den Blattoberflächen erscheinen.

### Mikroskopische Merkmale
Das Myzel von Uromyces snowdeniae wächst wie bei allen Uromyces-Arten interzellulär und bildet Saugfäden, die in das Speichergewebe des Wirtes wachsen. Die Spermogonien und Aecien der Art sind nicht bekannt. Die gelben Uredien des Pilzes wachsen beidseitig auf den Wirtsblättern. Seine hyalinen bis hellgelblichen Uredosporen sind 17–20 × 15–18 µm groß, zumeist breitellipsoid und stachelwarzig. Die Telien der Art sind schwarzbraun, pulverig und früh unbedeckt. Die kastanienbraunen Teliosporen sind einzellig, in der Regel eiförmig bis breitellipsoid, bisweilen eckig und 23–27 × 18–20 µm groß. Ihre Stiele sind farblos bis gelblich und bis zu 45 µm lang.

## Verbreitung
Das bekannte Verbreitungsgebiet von Uromyces snowdeniae umfasst Kenia und Äthiopien.

## Ökologie
Die Wirtspflanzen von Uromyces snowdeniae sind Snowdenia polystachya und S. scabra. Der Pilz ernährt sich von den im Speichergewebe der Pflanzen vorhandenen Nährstoffen, seine Sporenlager brechen später durch die Blattoberfläche und setzen Sporen frei. Die Art durchläuft einen Entwicklungszyklus, von dem bisher nur Telien und Uredien sowie deren Wirt bekannt sind; Spermogonien und Aecien konnten ihr nicht zugewiesen werden.